# Вішно
Вішно (пол. Wiszno) — село в Польщі, у гміні Дамниця Слупського повіту Поморського воєводства.
Населення — 295 осіб (2011).
У 1975-1998 роках село належало до Слупського воєводства.

## Демографія
Демографічна структура станом на 31 березня 2011 року:
|          | Загалом | Допрацездатний вік | Працездатний вік | Постпрацездатний вік |
| -------- | ------- | ------------------ | ---------------- | -------------------- |
| Чоловіки | 146     | 40                 | 98               | 8                    |
| Жінки    | 149     | 46                 | 88               | 15                   |
| Разом    | 295     | 86                 | 186              | 23                   |